# Accidente aéreo del Black Hawk de la Armada de México en 2022
El accidente aéreo del Black Hawk de la Armada de México fue un suceso que ocurrió en la tarde del 15 de julio de 2022, en que viajaban 14 agentes de la Secretaría de Marina, que presuntamente actuaron en la captura de que se llevó a cabo ese mismo día del narcotraficante Rafael Caro Quintero. El presidente Andrés Manuel López Obrador confirmó que el helicóptero que se desplomó este día en Sinaloa formó parte de los equipos que se utilizaron para apoyar en la captura de capo.

## Accidente

### Condiciones climáticas
Durante el traslado de Rafael Caro Quintero posterior a su captura por agentes de la Secretaría de Marina, se registró nubosidad ocasionada por el Huracán Estelle con continuos chubascos, concretamente en el norte del Estado de Sinaloa.

## Víctimas
- 14 fallecidos, todos ellos pertenecientes a la Secretaría de Marina - Armada de México.[4]

## Investigación
La SEMAR indicó que “se llevarán a cabo las investigaciones correspondientes para determinar las causas que pudieron provocar el accidente de dicha aeronave”.

## Homenaje
El día 17 de julio de 2022, la SEMAR otorgó un homenaje a los agentes marinos caídos en el cumplimiento de su deber. A través de un video institucional, en el que se observa un buque de guerra y una comitiva de Marinos rindiendo un minuto de silencio, reconocieron la valentía de los elementos.